# Liriomyza quadrisetosa
Liriomyza quadrisetosa är en tvåvingeart som först beskrevs av Malloch 1913.  Liriomyza quadrisetosa ingår i släktet Liriomyza och familjen minerarflugor. Inga underarter finns listade i Catalogue of Life.